# Callyna trisagittata
Callyna trisagittata là một loài bướm đêm trong họ Noctuidae.